# Teodoro Kalaw jr.
Teodoro Kalaw jr. (Manilla, 15 maart 1913 - 14 juni 1984) was een Filipijns zakenman, ondernemer en schietsporter.

## Biografie
Teodoro Kalaw jr. werd geboren op 15 maart 1913 in de Filipijnse hoofdstad Manilla. Hij kwam uit een gezin van vier kinderen van Teodoro Kalaw en Pura Villanueva-Kalaw. Kalaw behaalde in 1933 een bachelor-diploma bedrijfskunde aan de University of the Philippines en slaagde bovendien voor toelatingsexamen als geregistreerd accountant. In 1941 behaalde hij zijn bachelor-diploma rechten aan de Far Eastern University.
Kalaw was docent vastgoed aan de University of the Philippines en had daarnaast een veel zakelijke belangen. Hij was onder meer eigenaar en CEO van T. Kalaw Realty, CEO van Pura Villanueva Kalaw Real Estate and Rentals, president en CEO van T. Kalaw Investment, Voorzitter van de raad van bestuur van Macotoc, Rosenberg & Co, Inc. Directeur van Far East Wire and Cable Corporation, directeur van Merchants Banking Corporation en directeur van Oro Vista Subdivision.
Naast zijn zakelijk carrière was Kalaw ook op hoog niveau actief binnen de schietsport. Hij was enkele jaren Filipijns kampioen op diverse schietonderdelen. Ook was hij coach en kapitein van het Filipijns olympisch team in Melbourne in 1956, coach en kapitein van het Filipijns team op de Aziatische Spelen in 1958 in Jakarta en hoofd van de Filipijnse schietdelegegatie naar de Aziatische Spelen van 1966 in Bangkok.
Kalaw was tevens grootmeester van de grootloge van de Filipijnen